# Gustaf Peterson (redaktör)
Gustaf Reinhold Peterson, född 17 november 1847 i Irsta socken, död 7 april 1911 i Sundsvall, var en svensk tidningsredaktör.
Gustaf Peterson var son till kusken Per Erik Pettersson. Efter folkskollärarexamen tjänstgjorde han några år som extra lärare vid Stockholms folkskolor och började då medarbeta i olika Stockholmstidningar. 1871 övergick han helt till journalistyrket och var medarbetare i Dagens Nyheter till 1872 och i Vårt land 1873. Han redigerade 1873–1874 Stockholms Punsch och 1874 Najaden. Därefter ägnade sig Peterson åt den liberala landsortspressen. Han var förste redaktör för Västernorrlands Allehanda 1874–1876, redaktör för tidningen Halland 1877–1878, medredaktör för Hallandsposten 1879–1880 och redaktör för Ystads Tidning 1880–1883. 1883 grundade han Östgöta-Kuriren, som han ägde och utgav till 1890. Till sin bortgång var Peterson därefter från 1891 redaktör, från 1894 ansvarig utgivare och från 1897 VD för den liberala Sundsvalls Tidning, som under hans ledning utvecklades till Norrlands största liberala organ. Peterson verkade energiskt för borgerlig radikalism, som hade sina rötter i 1880-talets liberala atmosfär, bland annat var han länge ordförande i Sundsvalls frisinnade förening. Han var en av den svenska landsortspressens populäraste skribenter, känd särskilt under pseudonymen Klippans son. Han uppges ha varit förebilden för karaktären Mikael Habstadius hos Ludvig Nordström.